# One More Haim Tour
Il One More Haim Tour è stato il terzo tour musicale del gruppo musicale statunitense Haim, a supporto del loro terzo album in studio Women in Music Pt. III (2020).

## Scaletta
Questa scaletta è rappresentativa dell'esibizione del 31 maggio 2022. Non è rappresentativa di tutti i concerti dell'intera durata del tour.
1. Now I'm in It
2. I Know Alone
3. Up from a Dream
4. My Song 5
5. Want You Back
6. 3AM
7. I've Been Down
8. Gasoline
9. Leaning on You
10. Hallelujah
11. Man from the Magazine
12. FUBT
13. Los Angeles
14. Don't Wanna
15. Forever
16. Summer Girl
17. The Wire
18. The Steps

## Date
| Data              | Città            | Stato        | Luogo                                 | Artisti di apertura         |
| Nord America      | Nord America     | Nord America | Nord America                          | Nord America                |
| ----------------- | ---------------- | ------------ | ------------------------------------- | --------------------------- |
| 24 aprile 2022    | Las Vegas        | Stati Uniti  | The Chelsea Ballroom                  | Buzzy Lee                   |
| 25 aprile 2022    | Phoenix          | Stati Uniti  | Arizona Federal Theatre               | Buzzy Lee                   |
| 27 aprile 2022    | Berkeley         | Stati Uniti  | Hearst Greek Theatre                  | Buzzy Lee Waxahatchee       |
| 1º maggio 2022    | Los Angeles      | Stati Uniti  | Hollywood Bowl                        | Buzzy Lee Waxahatchee       |
| 4 maggio 2022     | Austin           | Stati Uniti  | Moody Amphitheater                    | Faye Webster                |
| 5 maggio 2022     | Irving           | Stati Uniti  | Toyota Music Factory                  | Faye Webster                |
| 6 maggio 2022     | Houston          | Stati Uniti  | 713 Music Hall                        | Faye Webster                |
| 8 maggio 2022     | Jacksonville     | Stati Uniti  | Daily's Place                         | Faye Webster                |
| 9 maggio 2022     | Miami            | Stati Uniti  | Bayfront Park Amphitheater            | Faye Webster                |
| 11 maggio 2022    | Alpharetta       | Stati Uniti  | Ameris Bank Amphitheatre              | Faye Webster                |
| 13 maggio 2022    | Washington, D.C. | Stati Uniti  | The Anthem                            | Faye Webster                |
| 14 maggio 2022    | Washington, D.C. | Stati Uniti  | The Anthem                            | Faye Webster                |
| 17 maggio 2022    | New York City    | Stati Uniti  | Madison Square Garden                 | Princess Nokia Faye Webster |
| 24 maggio 2022    | Toronto          | Canada       | RBC Echo Beach                        | Sasami more*                |
| 25 maggio 2022    | Rochester Hills  | Stati Uniti  | Meadow Brook Amphitheatre             | Sasami more*                |
| 28 maggio 2022    | Filadelfia       | Stati Uniti  | TD Pavilion at the Mann               | Sasami more*                |
| 29 maggio 2022    | Cincinnati       | Stati Uniti  | Andrew J. Brady Music Center          | Sasami more*                |
| 31 maggio 2022    | Milwaukee        | Stati Uniti  | BMO Harris Pavilion                   | Sasami more*                |
| 1º giugno 2022    | Indianapolis     | Stati Uniti  | TCU Amphitheater                      | Sasami more*                |
| 3 giugno 2022     | Chicago          | Stati Uniti  | Huntington Bank Pavilion              | Sasami more*                |
| 4 giugno 2022     | Kansas City      | Stati Uniti  | Starlight Theatre                     | Sasami more*                |
| 6 giugno 2022     | Minneapolis      | Stati Uniti  | The Armory                            | Sasami more*                |
| 10 giugno 2022    | Vancouver        | Canada       | Thunderbird Sports Centre             | Sasami more*                |
| 11 giugno 2022    | Portland         | Stati Uniti  | Theater of the Clouds                 | Sasami more*                |
| 13 giugno 2022    | Seattle          | Stati Uniti  | WaMu Theater                          | Sasami more*                |
| 14 giugno 2022    | Bend             | Stati Uniti  | Hayden Homes Amphitheater             | Sasami more*                |
| Europa            |                  |              |                                       |                             |
| 25 giugno 2022    | Pilton           | Regno Unito  | Worthy Farm                           | —                           |
| 28 giugno 2022    | Dublino          | Irlanda      | Trinity College Dublin                | Rachel Mae Hannon           |
| 30 giugno 2022    | Rotselaar        | Belgio       | Werchter Festivalpark                 | —                           |
| 1º luglio 2022    | Ewijk            | Paesi Bassi  | Groene Heuvels                        | —                           |
| 2 luglio 2022     | Roskilde         | Danimarca    | Roskilde Dyrskueplads                 | —                           |
| 3 luglio 2022     | Stoccolma        | Svezia       | Gärdet                                | —                           |
| 8 luglio 2022     | Madrid           | Spagna       | Espacio Mad Cool                      | —                           |
| 9 luglio 2022     | Lisbona          | Portogallo   | Passeio Marítimo de Algés             | —                           |
| 13 luglio 2022    | Leeds            | Regno Unito  | Millennium Square                     | Georgia                     |
| 14 luglio 2022    | Glasgow          | Regno Unito  | OVO Hydro                             | Georgia                     |
| 16 luglio 2022    | Manchester       | Regno Unito  | O2 Victoria Warehouse                 | Georgia                     |
| 17 luglio 2022    | Manchester       | Regno Unito  | O2 Victoria Warehouse                 | Georgia                     |
| 19 luglio 2022    | Nottingham       | Regno Unito  | Motorpoint Arena Nottingham           | Georgia                     |
| 20 luglio 2022    | Cardiff          | Regno Unito  | Motorpoint Arena Cardiff              | Georgia                     |
| 21 luglio 2022    | Londra           | Regno Unito  | The O2 Arena                          | Georgia                     |
| Nord America      |                  |              |                                       |                             |
| 23 luglio 2022    | Denver           | Stati Uniti  | Empower Field at Mile High            | —                           |
| 27 luglio 2022    | San Diego        | Stati Uniti  | Petco Park                            | —                           |
| 17 settembre 2022 | Cleveland        | Stati Uniti  | West Bank Flats                       | —                           |
| 21 settembre 2022 | Nashville        | Stati Uniti  | Ascend Amphitheater                   | —                           |
| 24 settembre 2022 | Dover            | Stati Uniti  | The Woodlands of Dover Motor Speedway | —                           |